# مبادرة التدخل الأوروبية
مبادرة التدخل الأوروبية (بالإنجليزية: European Intervention Initiative، وتعرف اختصارًا: EI2) هو مشروع عسكري مشترك بين 14 دولة أوروبية خارج الهياكل العسكرية القائمة مثل منظمة حلف شمال الأطلسي (الناتو) والذراع الدفاعي للاتحاد الأوروبي المتمثل في السياسة الأمنية والدفاعية المشتركة للاتحاد الأوروبي. تخطط المبادرة لتشغيل أمانة دائمة «خفيفة» تعتمد على شبكة من ضباط الاتصال العسكريين مع وزارة الدفاع الفرنسية.

## خلفية
تم اقتراح المبادرة لأول مرة من قبل الرئيس الفرنسي إيمانويل ماكرون في خطابه الرئيسي لسوربون في سبتمبر 2017. ووقع 9 أعضاء على خطاب نوايا لبدء العمل في 25 يونيو 2018. انضمت فنلندا إلى المشروع العسكري في 7 نوفمبر 2018.

## الأهداف
الهدف النهائي من مبادرة التدخل الأوروبية هو إنشاء ثقافة إستراتيجية مشتركة من شأنها أن تعزز قدرة أعضائها على العمل معا في مهام كجزء من حلف شمال الأطلسي أو الاتحاد الأوروبي أو الأمم المتحدة أو غيرها من التحالفات المخصصة. يهدف المشروع إلى أن يكون محايدًا في الموارد ويستفيد من الأصول الموجودة والقوات المشتركة الأخرى المتاحة للأعضاء. تسعى المبادرة إلى تعزيز التفاعل في تبادل المعلومات الاستخبارية وتخطيط السيناريوهات وعمليات الدعم والعقيدة الدفاعية.

## المشاركين
تم بناء الدول المشاركة حول 14 عضوًا حاليًا في الاتحاد الأوروبي:
- بلجيكا.
- الدنمارك.
- استونيا.
- فنلندا.
- فرنسا.
- ألمانيا.
- هولندا.
- النرويج.[4][5]
- البرتغال.
- إسبانيا.
- المملكة المتحدة.
- السويد.[6]
- إيطاليا.[7]
- رومانيا

كانت المملكة المتحدة التي تغادر الاتحاد الأوروبي حريصة على الانضمام من أجل «الحفاظ على التعاون مع أوروبا خارج العلاقات الثنائية.» كانت إيطاليا في البداية داعمة لكنها رفضت التوقيع على خطاب النوايا مع الأعضاء التسعة الآخرين في يوليو 2018، ومع ذلك فقد وقعت المعاهدة في 19 سبتمبر 2019 بعد تغيير في الائتلاف الحكومي. لا توجد معايير محددة للدولة المشاركة في المبادرة ولكنها بنيت حول:
- التوافق مع الاتحاد الأوروبي وحلف الناتو
- رؤية مشتركة بشأن المخاوف الأمنية
- القدرة على نشر ضباط الاتصال
- جهود طويلة الأجل في الدفاع
- الالتزام بالعمليات الأمنية الأوروبية
- القدرة على نشر قدرات فعالة.